# Cuirindales de Maritangacho
Cuirindales de Maritangacho är en ort i Mexiko.   Den ligger i kommunen Turicato och delstaten Michoacán de Ocampo, i den södra delen av landet, 240 km väster om huvudstaden Mexico City. Cuirindales de Maritangacho ligger 655 meter över havet och antalet invånare är 130.
Terrängen runt Cuirindales de Maritangacho är kuperad. Runt Cuirindales de Maritangacho är det ganska glesbefolkat, med 25 invånare per kvadratkilometer. Närmaste större samhälle är Cuitzián Grande, 7,7 km sydost om Cuirindales de Maritangacho. I omgivningarna runt Cuirindales de Maritangacho växer huvudsakligen savannskog.